# Limba slavonă
Limba slavonă sau slavona bisericească (în bulgară църковнославянски език / țărkovnoslavianski ezik, în cehă církevní slovanština, în macedoneană црковнословенски јазик / țrkovnoslovenski jazik, în poloneză cerkiewnosłowiańszczyzna, în rusă церковнославя́нский язы́к / țerkovnoslaviánskii jazî́k, în sârbă црквенословенски језик, cu alfabetul latin: crkvenoslovenski jezik, în ucraineană церковнослов'янська мова / țerkovnoslov'iáns'ka mova) este o limbă apărută în secolul al XII-lea la sud de Dunăre. Este uneori cunoscută și ca bulgară medie.
Slavona are la bază limba slavă veche vorbită în sud-vestul Bulgariei, din vecinătatea Macedoniei - zonă unde se dezvoltase Școala Literară de la Ohrida (secolul al X-lea). La apariția statului bulgar în Balcani, limbă oficială a bulgarilor și a slavilor de sud era limba greacă. Abia după introducerea alfabetului chirilic și după creștinarea bulgarilor, slavona a început să fie utilizată
Perioada de aur a limbii slavone se confundă cu existența Țaratului Bulgar, a cărui limbă oficială era, și a Școlii Literare de la Târnova (sec. al XIV-lea - al XV-lea). Din slavonă a evoluat ulterior, începând cu secolul al XVI-lea, limba bulgară modernă.
În prezent, ea a rămas doar o limbă liturgică, fiind folosită de Biserica Ortodoxă Bulgară, Biserica Ortodoxă Rusă, Biserica Ortodoxă Sârbă și alte biserici ortodoxe slave. În afara mediului liturgic, ea nu mai este folosită în prezent ca limbă maternă. A fost folosită timp de secole și de români ca limbă liturgică și ca limbă oficială, „de cancelarie”, fiind înlocuită treptat de limba română începând din secolul al XVI-lea.